# アグロテック
アグロテック（Aggrotech）とは、エレクトロ・インダストリアル及びダーク・エレクトロを基に、テクノの強い影響下に於いて発展したジャンルである。90年代中盤に現れ、近年再度興隆しつつある。
Aggressive Technoの合成略語によるジャンル名の通り、些か耳障りな楽曲構成、攻撃的なビートを持ち、そしてまた攻撃的であったり、厭世的、本能の露骨な表現を込めた歌詞に特徴付けられる。
別名として、HellとElectroの合成語によりヘレクトロ（Hellektro）とも称される。
このジャンルで一般的なボーカルスタイルは、しわがれる程歪ませ、音程の無い耳障りなものである。また、無調を用いたメロディーも高頻度で使われる。